# Valuation contingente
L'évaluation contingente est une technique d'évaluation économique basée sur le traitement économétrique de données d'enquête destinée à révéler la valeur attribuée à certains biens ou ressources hors-marché, comme des monuments historiques ou des sites naturels. La consommation de ces biens fournit une utilité, mais il est impossible de leur assigner un prix, et, partant, une valeur de marché. Par exemple, nous pouvons apprécier de voir le Mont Fuji, mais il est difficile de dire à quel montant monétaire cela équivaut. Les études d'évaluation contingente constituent une technique pour mesurer directement ce type de valeur.

## Histoire
Les premières approches théoriques des études en évaluation contingente ont été proposées par S. V. Ciriacy-Wantrup (en 1947) pour obtenir une évaluation des biens non marchands. La technique elle-même fut appliquée pour la première fois en 1963 pour étudier la valeur attribuée par les chasseurs et les touristes à un espace naturel particulier. L'étude comparait le résultat d'un sondage auprès des personnes concernées avec des évaluations fondées sur les coûts de transport, et mit en évidence une bonne corrélation des deux résultats[réf. souhaitée].
Cette méthode fut plus largement employée à partir des années 1980, quand les agences gouvernementales des États-Unis reçurent la possibilité d'intenter des actions en dommages et intérêts contre les personnes endommageant les ressources environnementales administrées par ces agences. Le jugement Ohio v Department of the Interior, leur accorda la possibilité de demander des réparations pour la perte non seulement de la valeur d'usage, mais aussi de la simple valeur d'existence. Pour l'évaluation de cette dernière que, des enquêtes en valuation contingente furent employées. Le procès qui suivit la catastrophe du pétrolier Exxon Valdez en Alaska fut le premier cas d'utilisation à grande échelle de ces évaluations.

## Utilisation

### Domaines
Cette technique est devenue une référence dans les domaines de l'économie de l'environnement et de l'économie de la culture pour déterminer l'opportunité de certains investissements (acquérir une portion donnée de littoral), de subventions (pour la restauration ou l'entretien d'un monument historique) ou encore pour départager deux projets concurrents sur un même site (comme entre une base nautique et une réserve de pêche).

### Limites
L'emploi de déclarations de propensions à payer par les agents eux-mêmes est sujette à caution, particulièrement dans les domaines où la valuation contingente est la plus employée. Même dans une enquête anonyme, les gens hésitent à dire qu'il leur serait indifférent que le Musée du Louvre ferme. Ainsi, les premières enquêtes posaient-elles des questions ouvertes du type « Quelle compensation monétaire demanderiez-vous en échange de la destruction de tel monument ? » ou « Combien seriez-vous prêt à payer pour la préservation de telle zone naturelle ? ». De telles questions reçoivent des réponses influencées par des considérations stratégiques (répondre en deçà de sa vraie évaluation, de peur que l'enquête ne soit utilisée pour évaluer le montant d'un impôt à cet effet), de statut social (il est mal vu d'accorder peu de valeur à l'environnement) ou ignorant la contrainte budgétaire. Ainsi, dans des études proposant différents plans de sauvegarde de l'environnement, la valeur attribuée à l'ensemble des plans est régulièrement inférieure à la somme des valeurs attribuées à chaque plan, ces dernières reflétant donc avant tout une préférence pour les dépenses environnementales.

### La Commission NOAA
Ces enquêtes ayant des enjeux financiers importants, la National Oceanic and Atmospheric Administration mit en place en 1993 une commission dirigée par les « Prix Nobel » d'économie Kenneth Arrow et Robert Solow pour mettre au point des lignes directrices pour la conduite de ces enquêtes. Dans ses recommandations, publiées en 1995, la commission recommanda une attention particulière dans la conception de telles enquêtes, dues aux difficultés inhérentes au fait de faire émerger des évaluations monétaires fiables par des méthodes de sondage. Les recommandations essentielles sont les suivantes :
- L'enquête doit reposer sur des entretiens individuels, par opposition aux sondages par courrier ou par téléphone (qui présentent de forts biais de participation).
- Les questions doivent prendre la forme d'un référendum, où l'enquêté a seulement le choix d'accepter ou de refuser une taxe spécifiquement destinée à un usage bien spécifié.
- Les enquêtés doivent recevoir une information la plus détaillée possible concernant la ressource en question et les mesures de protection envisagées. Cette information doit inclure les menaces sur la ressource (avec les hypothèses les plus optimistes et les plus pessimistes), une évaluation scientifique de son importance (écologique, culturelle, etc.) ainsi que les conséquences possibles des mesures de protection.
- Les effets d'une telle taxe sur le revenu doit être bien souligné, afin de faire comprendre aux enquêtés que ce qu'on cherche à mesurer est leur disposition à payer pour la seule ressource en question, et pas pour l'environnement ou la culture en général.
- Des questions subsidiaires doivent être posées pour vérifier que la question principale et les éléments d'information donnés ont bien été compris.

Le principe essentiel est que l'enquêteur doit satisfaire une importante charge de la preuve avant que ses résultats puissent être considérés comme significatifs. De telles enquêtes sont très coûteuses, et la commission proposa la conduite d'enquêtes de référence qui pourraient servir de points de comparaisons pour les enquêtes futures. La commission estima également qu'il valait mieux se fonder sur les estimations basses, et donc préférer les évaluations en matière de disposition à payer pour la protection d'une ressource plutôt qu'en matière de compensation à recevoir en échange de la destruction de la ressource.

### Sources bibliographiques
- W. Michael Hanemann, 'Valuing the Environment Through Contingent Valuation' The Journal of Economic Perspectives, Vol. 8, No. 4. (Autumn, 1994), p. 19-43
- Peter A. Diamond; Jerry A. Hausman, 'Contingent Valuation: Is Some Number better than No Number?' The Journal of Economic Perspectives, Vol. 8, No. 4. (Autumn, 1994), p. 45-64
- Paul R. Portney, 'The Contingent Valuation Debate: Why Economists Should Care' The Journal of Economic Perspectives, Vol. 8, No. 4. (Autumn, 1994), p. 3-17
- Carson, Richard T; Wilks, Leanne; Imber, David "Valuing the Preservation of Australia's Kakadu Conservation Zone" (1994) Oxford Economic Papers, vol. 46(0), p. 727-49
- Martin Angel, 'La Nature a-t-elle un prix ? Critique de l'évaluation monétaire des biens non marchands', Éditions Presses de l'École des Mines, Paris, 1999